# العلاقات الأرجنتينية الجيبوتية
العلاقات الأرجنتينية الجيبوتية هي العلاقات الثنائية التي تجمع بين الأرجنتين وجيبوتي.

## مقارنة بين البلدين
هذه مقارنة عامة ومرجعية للدولتين:
| وجه المقارنة                                              | الأرجنتين                                               | جيبوتي                    |
| --------------------------------------------------------- | ------------------------------------------------------- | ------------------------- |
| المساحة (كم2)                                             | 2.78 مليون                                              | 23.20 ألف                 |
| عدد السكان (نسمة)                                         | 44.27 مليون                                             | 956.99 ألف                |
| الكثافة السكانية (ن./كم²)                                 | 15.92                                                   | 41.25                     |
| العاصمة                                                   | بوينس آيرس                                              | جيبوتي                    |
| اللغة الرسمية                                             | اللغة الإسبانية                                         | لغة فرنسية، اللغة العربية |
| العملة                                                    | البيزو الأرجنتيني 1983 ‏، بيزو أرجنتيني، أسترال أرجنتيني | فرنك جيبوتي               |
| الناتج المحلي الإجمالي (بليون دولار)                      | 637.59 مليار                                            | 1.84 مليار                |
| الناتج المحلي الإجمالي (تعادل القوة الشرائية) بليون دولار | 883.02 مليار                                            | 3.10 مليار                |
| الناتج المحلي الإجمالي الاسمي للفرد دولار أمريكي          | 13.43 ألف                                               | 1.95 ألف                  |
| الناتج المحلي الإجمالي للفرد دولار أمريكي                 |                                                         | 3.27 ألف                  |
| مؤشر التنمية البشرية                                      | 0.827                                                   | 0.470                     |
| رمز المكالمات الدولي                                      | +54                                                     | +253                      |
| رمز الإنترنت                                              | .ar                                                     | .dj                       |
| المنطقة الزمنية                                           | 00                                                      | ت ع م+03:00               |

## منظمات دولية مشتركة
يشترك البلدان في عضوية مجموعة من المنظمات الدولية، منها:
| علم المنظمة | اسم المنظمة                        | تاريخ انضمام الأرجنتين | تاريخ انضمام جيبوتي |
| ----------- | ---------------------------------- | ---------------------- | ------------------- |
|             | مؤسسة التنمية الدولية              | 3 أغسطس 1962           | 1 أكتوبر 1980       |
|             | البنك الإفريقي للتنمية             | ?                      | ?                   |
|             | يونسكو                             | 15 سبتمبر 1948         | 31 أغسطس 1989       |
|             | مؤسسة التمويل الدولية              | 13 أكتوبر 1959         | 1 أكتوبر 1980       |
|             | منظمة حظر الأسلحة الكيميائية       | ?                      | ?                   |
|             | الأمم المتحدة                      | 24 أكتوبر 1945         | 20 سبتمبر 1977      |
|             | الاتحاد الدولي للاتصالات           | 1889                   | 22 نوفمبر 1977      |
|             | منظمة الشرطة الجنائية الدولية      | ?                      | ?                   |
|             | البنك الدولي للإنشاء والتعمير      | 20 سبتمبر 1956         | 1 أكتوبر 1980       |
|             | الاتحاد البريدي العالمي            | ?                      | ?                   |
|             | وكالة ضمان الاستثمار متعدد الأطراف | 11 فبراير 1992         | 12 يناير 2007       |
|             | منظمة التجارة العالمية             | ?                      | ?                   |

## وصلات خارجية
- موقع وزارة الخارجية الأرجنتينية